# Bestair
Bestair (Bestair Havayollari) era una compagnia aerea charter con sede nel quartiere di Yeşilköy ad Istanbul, Turchia. Era una compagnia aerea charter privata che operava servizi nazionali e internazionali. Le sue basi principali erano l'aeroporto internazionale Atatürk e l'aeroporto di Antalya.

## Storia
Fondata dal Gruppo Tunca, le operazioni della compagnia partirono il 17 giugno 2006.

Bestair cessò ogni attività nell'ottobre del 2009.

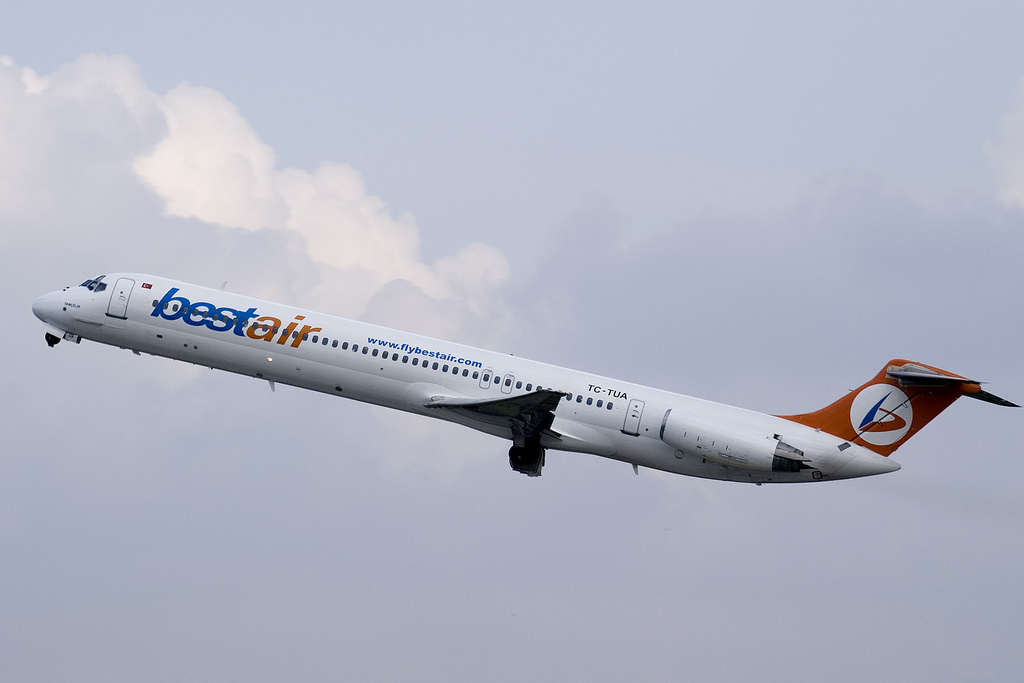
Un McDonnel Douglas MD-82 di Bestair.

## Destinazioni
La compagnia aerea Bestair operava rotte che collegavano Istanbul e Adalia con destinazioni in Germania, Belgio, Svizzera e Regno Unito.

## Flotta
La flotta di Bestair comprendeva i seguenti aeromobili (fino al 6 maggio 2009):
- 2 Airbus A321-131 (un aereo è stato consegnato ad Atlasjet)
- 1 McDonnell Douglas MD-82 (ora sotto Mahan Air)

Al 6 maggio 2009, l'età media della flotta di Bestair era di 16,2 anni.